# 萨索马可尼
萨索马可尼是意大利艾米利亚-罗马涅大区博洛尼亚省的一个镇，距离大区首府博洛尼亚约17公里。